# Крейсери типу «Веласко»
Тип незахищених крейсерів «Веласко» — це серія з восьми крейсерів, побудованих у 1880-х роках для служби у ВМС Іспанії. Головний корабель назвали на честь Луїса Вісенте де Веласко, який загинув під час захисту від Гавани від атаки британських сил 1762 р.

## Конструкція
Тип «Веласко» складався з двох дещо різних підтипів. Перші два кораблі, «Веласко» і «Гравіна», побудовані компанією Thames Ironworks & Shipbuilding & Engineering Co. Ltd. в Лімуті, Лондон, Сполучене Королівство, мали менші, але важчі гармати і були трохи швидшими, ніж наступні шість, які були побудовані на різних верфях в Іспанії.
Для завершення будівництва цього типу знадобилося багато часу: два кораблі британської побудови були закладені в 1881 році, а останній іспанський корабель був завершений лише в 1889 році. Кораблі мали одну досить високу трубу, металевий корпус і барковий такелаж. Вони не несли броні.

## Історія служби
Крейсери типу «Веласко» у цілому призначалися для колоніальної служби. Вони були нещасливим типом: два загинули від катастроф, а ще три потопили під час Іспано-американської війни. Троє уцілілих крейсерів проіснували до початку 20 століття, а останній був списаний у 1927 році.